# Storholmen (Kvinnherad)
Ne doit pas être confondu avec Storholmen, Storholmen (Bergen), Storholmen (Etne), Storholmen (Fusa), Storholmen (Lindås) ou Storholmen (Masfjorden).
Storholmen est une île dans le landskap Sunnhordland du comté de Vestland. Elle appartient administrativement à Kvinnherad.

## Géographie
Rocheuse et couverte d'arbres, elle s'étend sur environ 259 m de longueur pour une largeur approximative de 157 m. 